# جین همپتن
جین الیزابت همپتن (انگلیسی: Jean Elizabeth Hampton؛ ۱ ژوئن ۱۹۵۴ - ۲ آوریل ۱۹۹۶)، یک فیلسوف سیاسی اهل آمریکا بود، که کتاب‌های هابز و سنت قرارداد اجتماعی، فلسفه‌ی سیاسی، اقتدار دلیل، ارزش ذاتی افراد را نوشته‌است، و هم‌راه با جفری مورفی، کتاب بخشش و رحمت را نوشت.

## کارها
او تربیت اخلاقی در تئوری مجازات را دنبال می‌کرد. هدف از آن در مرحله اول تربیت شخص مجرم است و در مرحله دوم آموزش به جامعه در رابطه با انگیزه‌های آن عمل مجرمانه. این تئوری، از مجازات همراه با درد هم مثل شکنجه چشم پوشی نمی‌کند و هم چنین باور ندارد که حبس همیشه راه حل است. این تئوری تأکید می‌کند که مجرم حتی اگر باعث به اشتباه افتادن جامعه یا ظلم به جامعه شود باز هم از حقوق مستقل خود برخوردار است و همچنین وظیفه دولت است که تربیت اخلاقی مجرم را به بهترین شیوه ممکن تقویت کند.
او بعدها از نظریه قصاص حمایت کرد.

## مرگ
جین الیزابت مپتن برای فرصت مطالعاتی در پاریس به همراه شوهرش ریچارد هیلی استاد فلسفه دانشگاه آریزونا بسر میبورد که در ۲ مارس ۱۹۹۶ دچار خونریزی مغزی شد و سه روز بعد به علت آن خونریزی فوت کرد. او ۴۱ سال داشت.